# Кружало

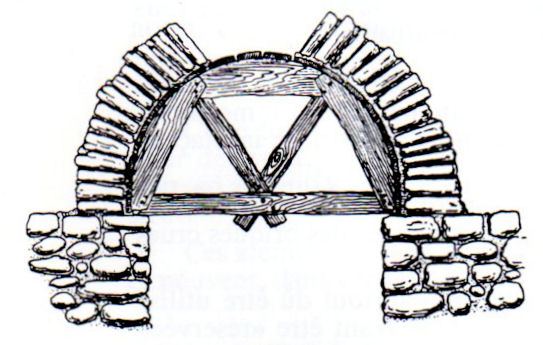
Мурування по кружалу

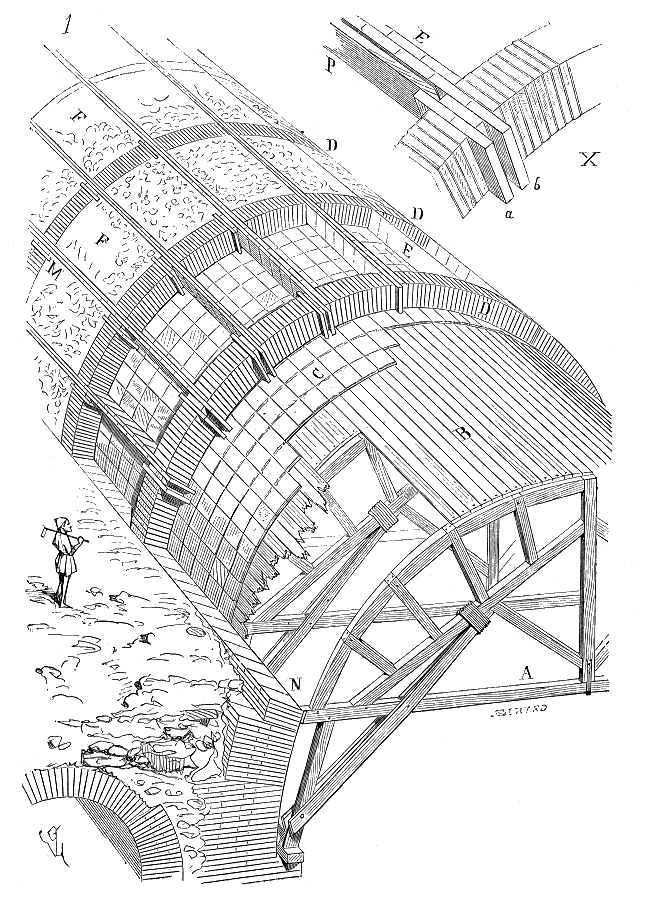
Кружало для мурування романського склепіння

Кружа́ло — тимчасова конструкція, дерев'яна або металева дуга, на якій зводять круглі частини будівлі, передусім арки й склепіння.
Кружало розміщається під склепінням (аркою) перед муруванням і служить як для надання їм належної кривизни, так і для запобігання падінню під час їх мурування і до затвердіння розчину. Кружало влаштовується з дощок або брусів, залежно від важкості підпираної ним кладки. Зазвичай воно складається з таких елементів: 1) з кружальних ребер, які витісують у вигляді такої ж дуги, яку повинне мати склепіння (арка); 2) з помосту, на якому ці ребра встановлюються; 3) опалубки — дощатої обшивки, що покриває ребра і являє собою поверхню, на якій безпосередньо проводиться мурування. Після його закінчення і затужавіння цементу до такого ступеня, що склепінню (арці) вже не загрожує небезпека падіння або осадження, кружало видаляється з-під склепіння.